# ابن الكلبي
أبو المنذر هشام بن محمد بن السائب بن بشر بن عمرو بن الحارث بن عبد الحارث الكلبي ويكنى ابن الكلبي  (نحو 110 هـ - توفي 204 هـ) مؤرخ, وعالم أنساب وأخبار العرب وأيامها ووقائعها ومثالبها. يعتبر المؤلفون في الأنساب الذين جاءوا بعد هشام عالة عليه، وكان كتاب جمهرة أنساب العرب لابن حزم نسخة من كتاب جمهرة النسب للكلبي مع حذف وإضافة. وأخذت كتب الأمثال عنه كمجمع الأمثال للميداني وجمهرة الأمثال للعسكري، وكتاب الأمثال للقاسم بن سلام.كما أضاف ابن الكلبي أشياء كثيرة إلى قبيلته لم يكن لها أصل ولا نسب في الأخبار.
أخذ العلماء والمؤرخون عنه من أمثال محمد بن سعد، والبلاذري، ومحمد بن جرير الطبري، والمسعودي باعتباره ثقة. وقد نقل الطبري مقتبسات كثيرة من مؤلفات هشام. ونقل البلاذري أكثر مادته في كتابه الأنساب من كتاب الجمهرة لهشام الكلبي. وقد اعتمد ياقوت الحموي على كتب ابن الكلبي مثل افتراق العرب واشتقاق البلدان والأنساب والأصنام.
وروى ابن الجوزي عن هشام بن الكلبي وروى عنه عمر بن شبة وابن كثير وابن عبد ربه والتنوخي في كتاب الفرج بعد الشدة وابن حجر العسقلاني. ونقل عنه السمعاني في النسب. وروى ابن منظور عن هشام بن الكلبي كثيراً، وابن عبد البر صاحب كتاب
الاستيعاب عنه. والذهبي عنه في الحوادث والأنساب، واعتمد ابن الأثير على هشام بن الكلبي في شرح الأحداث ووضع تراجم الرجال قبل الإسلام وبعده. واعتمد خليفة بن خياط على هشام في تأليف كتابه الطبقات.

## النشاة
ولد في مدينة الكوفة، ولا يعلم تاريخ ولادته، إلاّ أنه عاش في القرن الثاني للهجرة. وفيها كانت نشأته العلمية ودراسته على يد شيوخ عصره وفي مقدمتهم والده أبو النضر محمد ابن السائب الذي كان من رجالات الكوفة المعدودين، وكان عالماً بالتفسير والأخبار وأيام العرب فضلاً عن أنه كان نسّابة راوية. وصنف كتاباً في «تفسير القرآن». وتوفي سنة 146 هـ. درس هشام على يد والده، كما درس على يد آخرين من فحول العلماء وأكابر الرواة المحققين مثـل مجاهد بن سعيد ومحمد بن حبيب وغيرهما، وكان يزوره أبا يعقوب اليهودي وغيره من الأخباريين ويزودهم بأخبار أهل الكتاب، وكان هذا عرف أهل الأخبار في ذاك الزمان فكانوا يتسابقون على التوراة وأهلها لينهلوا منها مادة كتبهم في الأخبار والأنساب، وكانت الكوفة والبصرة يومئذٍ من أهم مراكز العلم والتعليم يحجّ إليهما طلاب المعرفة والثقافة من كلّ حدبٍ وصوب، ونسب إليهما عدد وافر جداً من كبار العلماء والشعراء وأهل اللغة والنحو، ومنهم في القرن الثاني الهجري معاصرون لابن الكلبي في مدينة الكوفة، مثل: القاسـم بن معن قـاضي الكوفة (ت 175 هـ) والكسائي, والفراء, وهشام بن معاوية الضرير (ت 209 هـ) وآخرون.

## حياته العلمية
بلغ هشام بن الكلبي شهرة واسعة في مدينة الكوفة وغيرها من مدن العراق، وقدم بغداد وحدّث بها، وكان من أعلم الناس بعلم الأنساب وأوسعهم رواية لأخبار العرب وأيامها ووقائعها ومثالبها، وقد ورث ذلك عن أبيه. وكان -إلى ذلك- من أحفظ الناس. وقد حدّث عن نفسه فقال: «حفظت ما لم يحفظه أحد، ونسيت ما لم ينسه أحد. كان لي عم يعاتبني على حفظ القرآن، فدخلت بيتاً وحلفت أني لا أخرج منه حتى أحفظ القرآن، فحفظته في ثلاثة أيام، ونظرت يوماً في المرآة فقبضت على لحيتي لآخذ ما دون القبضة فأخذت ما فوق القبضة».

## رأي العلماء فيه
يعتبره البعض المرجع الأوثق في علم الأنساب بينما يرى بعض أهل السنة في الاخذ من ابن الكلبي في الانساب لامانع منه أما في الامور الأخرى فيترك. رغم كونه شيعي يعتبر مرجع معتمد عند اهل السنة لما استجد له بدلائل علمية بغض النظر عن رأي العلماء فيه بالعلوم الشرعية، فعلم الأنساب ليس فيه مجال للدعوة لمذهبه. وقد اعترف بعلمه في النسب جميع المحدّثين والمؤرخين والعلماء مثل البخاري وابن حنبل والحموي وابن قتيبة والبلاذري.
- قال ابن حجر: «متهم بالكذب ورمي بالرفض».[19]
- قال أبو مخنف الأزدي: كان هشام بن الكلبي علامة نسابة وراوية للمثالب وبلغت كتبه كما عدّها ابن النديم في الفهرست مائة وأربعة وأربعين كتاباً.[20]
- قال ابن خلكان : عن هشاماً يعد في الحفاظ المشاهير، وأنه أعلم الناس بعلم الأنساب.[21]
- قال ابن أبي الحديد المعتزلي: هو هشام بن محمد بن السائب الكلبي نسابة ابن نسابة عالم بأيام العرب وأخبارها، وأبوه أعلم منه، وهو يروي عن أبيه.[22]
- قال الذهبي: أبو المنذر الكلبي النسّابة العلامة الإخباري الحافظ.[23]، وقال عنه في كتابه سير أعلام النبلاء: «الكوفي الشيعي أحد المتروكين، كأبيه...وقد اتُهِم في قوله: "حفظت القرآن في ثلاثة أيام"، وكذا قوله: "نسيتُ ما لم ينسَ أحد: قبضت على لحيتي، والمرآة بيدي، لأقص ما فضل عن القبضة، فنسيت، وقصيت من فوق القبضة."...وكان أبوه مفسراً، ولكنه لا يُوثق به أيضاً، وفيه رفض كابنه.» [24]
- قال أحمد بن حنبل: «:إنما كان صاحب سمر ونسب ، ما ظننت أن أحدا يحدث عنه.» [24]
- قال الدارقطني: «متروك الحديث.» [24]
- قال ابن عساكر: «رافضي ليس بثقة.» [24]
- قال ابن حبان:«من أهل الكوفة، يروي عن أبيه؛ ومعروف مولى سليمان والعراقيين العجايب والأخبار التي لا أصول لها، روى عنه شباب العصفري وعلي بن بن حرب الموصلي وعبدالله بن الضحاك الهمداني، كان غالباً في التشيع، أخباره في الأغلوطات أشهر من أن يحتاج إلى الإغراق في وصفها».[25]
- قال محمد بن سعد البغدادي: هشام بن محمد ابن السائب الكلبي عالم بأنساب وأخبار العرب وأيامها ومثالبها ووقائعها.
- قال إسحق الموصلي : كنت إذا رأيت ثلاثة يرون ثلاثة يدنون ( يذوبون خجلاً ). إذا رأى الهيثم بن عدي هشام الكلبي، وعلوية إذا رأى مخارقاً، وأبو نواس إذا رأى أبا العتاهية.[26]
- قال ياقوت الحموي: كان عالماً بالنسب وأخبار العرب وأيامها ووقائعها ومثالبها، أخذ عن أبيه أبي النضر بن محمد المفسّر وعن مجاهد وعن محمد بن أبي السري البغدادي ومحمد بن سعد البغدادي كاتب الواقدي وأبي الأشعث أحمد بن المقدام وغيرهم.[27]
- قال محمد بن عطية العطوي لإسحق الموصلي يوم ادعى معرفته بالعلوم قائلاً: ءأنت كالفراء والأخفش في النحو؟ فقال: لا، قال: وأنت في اللغة كأبي عبيدة والأصمعي؟ قال: لا، قلت: فأنت في الأنساب كالكلبي؟ قال: لا .
- قال الخطيب البغدادي في تأريخ بغداد أن هشاما كان يقول: حفظت ما لم يحفظه أحد ونسيت ما لم ينسه أحد، كان لي عم يعاتبني على حفظ القرآن، فدخلت بيتا وحلفت لا أخرج حتى أحفظ القرآن فحفظته في ثلاثة أيام.

## مؤلفاته وآثاره
كان هشام مؤلفا غزير التأليف تنوعت كتبه في الانساب والاخبار والمآثر والمثالب والبلدان والشعراء والأيام قيل أنها جاوزت مائة وخمسين كتابا.
- كتاب حلف عبد المطلب وخزاعة.
- كتاب حلف الفضول وقصة الغزال.
- كتاب حلف كلب وتميم.
- كتاب حلف أسلم وقريش.
- كتاب المعران.
- كتاب المنافرات.
- كتاب بيوتات قريش.
- كتاب فضائل قيس.
- كتاب عيلان.
- كتاب الموؤدات.
- كتاب بيوتات ربيعة.
- كتاب الكنى.
- كتاب أخبار العباس بن عبد المطلب.
- كتاب خطبة علي كرم الله وجهه.
- كتاب شرف قصي بن كلاب وولده في الجاهلية والإسلام.
- كتاب ألقاب قريش.
- كتاب ألقاب بني طانجة.
- كتاب ألقاب قيس عيلان.
- كتاب ألقاب ربيعة.
- كتاب ألقاب اليمن.
- كتاب مثالب العرب.
- كتاب النوافل ( نوافل قريش، كنانة، أسد، تميم، قيس، إياد، ربيعة).
- كتاب تسمية من نقل من عاد وثمود والعماليق وجرهم وبني إسرائيل من العرب.
- كتاب أخبار زياد بن أبيه.
- كتاب ملوك الطوائف.
- كتاب ملوك كندة.
- كتاب بيوتات اليمن من التبابعة.
- كتاب طسم وجديس.

ذكر له ابن النديم في الفهرست ما يقرب من ثلاثين مصنفا في الأخبار. لإبن السائب آثار عديدة في تاريخ الإسلام والبلدان، منها:
- كتاب التاريخ.
- كتاب تاريخ أجناد الخلفاء.
- كتاب صفات الخلفاء.
- كتاب المصلين.
- كتاب البلدان الكبير.
- كتاب البلدان الصغير.
- كتاب تسمية من بالحجاز من أحياء العرب.
- كتاب قسمة الأرضين.
- كتاب الأنهار.
- كتاب الحيرة.
- كتاب منار اليمن.
- كتاب العجائب الأربع.
- كتاب البيع والديارات ونسب العباديين.
- كتاب أسواق العرب.
- كتاب الأقاليم.

- جمهرة الأنساب.
- الأصنام.
- نسب الخيل.
- افتراق العرب.
- كتاب النسب الكبير.
- كتاب نسب اليمن.
- كتاب أمهات الخلفاء.
- كتاب أمهات النبي .
- كتاب العواقل.
- كتاب تسمية ولد عبد المطلب.
- كتاب كنى آباء الرسول صلى الله عليه وسلم.
- كتاب جمهرة الجمهرة (رواية ابن سعد).
- كتاب الملوكي في الأنساب، صنّفه لجعفر بن يحيى البرمكي.
- كتاب الموجز في النسب.

## وفاته
توفي في الكوفة قال ابن سعد: توفي سنة ستّ ومائتين، وقال الخطيب البغدادي: سنة أربع ومائتين.